# Municipio de Santa Catalina Quierí
El municipio de Santa Catalina Quierí es uno de los 570 municipios del estado mexicano de Oaxaca. Su cabecera es la localidad de Santa Catalina Quierí.

## Geografía
El municipio de Santa Catalina Quierí colinda al norte y al este con el municipio de San Carlos Yautepec; al sur con el municipio de Santa Catarina Quioquitani; y al oeste con los municipios de San José Lachiguiri y San Pedro Mártir Quiechapa.

## Gobierno
El municipio de Santa Catalina Quierí se rige mediante el sistema de usos y costumbres.
| Presidente municipal     | Periodo   |
| ------------------------ | --------- |
| Alejandro Aquino Herrera | 1996-1998 |
| Cresenciano Aquino López | 1999-2001 |
| Plutarco Méndez Aquino   | 2002-2004 |
| Anastacio Díaz Ramírez   | 2005-2007 |
| Simión Franco            | 2008-2010 |
| Alfredo González Aquino  | 2011-2013 |
| Abel Díaz Herrera        | 2013-2016 |
| Santiago González        | 2017-2019 |
| Timoteo Valencia Vázquez | 2020-2022 |
| Armando Ruíz González    | 2023-2025 |